# Бонджорно, Франческо Мануэль
Франческо Мануэль Бонджорно (итал. Francesco Manuel Bongiorno; род. 1 сентября 1990 в Реджо-ди-Калабрия, область Калабрия, Италия) — итальянский профессиональный шоссейный велогонщик, выступающий за континентальную команду «Sangemini–MG.K Vis».

## Статистика выступлений

### Гранд-туры
| Гонка           | 2013 | 2014 | 2015 | 2016 |
| --------------- | ---- | ---- | ---- | ---- |
| Джиро д'Италия  | 71   | 59   | 60   | 109  |
| Тур де Франс    | —    | —    | —    | —    |
| Вуэльта Испании | —    | —    | —    | —    |